# Saint-Ciers-sur-Gironde
Saint-Ciers-sur-Gironde, prvotno Saint-Ciers-la-Lande, je naselje in občina v jugozahodnem francoskem departmaju Gironde regije Akvitanije. Leta 2008 je naselje imelo 3.095 prebivalcev.

## Geografija
Naselje leži v pokrajini Gujeni vzhodno od estuarija Gironde, 64 km severno od Bordeauxa.

## Uprava
Saint-Ciers-sur-Gironde je sedež istoimenskega kantona, v katerega so poleg njegove vključene še občine Anglade, Braud-et-Saint-Louis, Étauliers, Eyrans, Marcillac, Pleine-Selve, Reignac, Saint-Aubin-de-Blaye, Saint-Caprais-de-Blaye in Saint-Palais z 11.796 prebivalci.
Kanton Saint-Ciers-sur-Gironde je sestavni del okrožja Blaye.

## Zanimivosti
- cerkev sv. Pavlina in Kirijaka.

## Pobratena mesta
- Ivănețu (Muntenija, Romunija),
- Orio (Baskija, Španija).